# Михайлов, Юрий Николаевич
Юрий Николаевич Михайлов (род. 1 февраля 1937) — советский хоккеист, защитник. Тренер.
Начинал играть в новосибирских командах «Химик» (1955/56 — 1956/57) и «Крылья Советов)» (1956/57). С сезона 1957/58 — в команде чемпионата СССР «Динамо» Новосибирск. За клуб, ставший в 1962 году носить название «Сибирь», провёл 12 сезонов, из них 10 — в классе «А». В сезоне 1969/70 также играл в команде «Шахтёр» Прокопьевск, после чего завершил карьеру.
Старший (главный) тренер «Мотора» Барнаул (1972/73 — 1973/74, 1979/80 — 1981/82, 1996/97). Тренеп в «Сибири» (1977/78 — 1978/79).